# Liên hoan phim tại châu Á

### Ấn Độ
- Liên hoan phim quốc tế Ấn Độ
- IFFK
- Liên hoan phim Kolkata

### Các Tiểu Vương quốc Ả Rập Thống nhất
- Liên hoan phim quốc tế Dubai Trang chính thức Lưu trữ ngày 28 tháng 9 năm 2010 tại Wayback Machine

### Hàn Quốc
- Liên hoan phim quốc tế Pusan (Busan)
- Liên hoan phim quốc tế Puchon (Bucheon)

### Indonesia
- Liên hoan phim quốc tế Jakartal

### Iran
- Liên hoan phim quốc tế Fajr

### Israel
- Liên hoan phim quốc tế Haifa
- Liên hoan phim Jerusalem

### Nepal
- Phim Nam Á
- Liên hoan phim quốc tế miền núi Kathmandu

### Nga
- Pacific Meridian Lưu trữ ngày 16 tháng 6 năm 2006 tại Wayback Machine (Vladivostok)

### Nhật Bản
- leading digital short film festival in the world
- Liên hoan phim quốc tế Tokyo
- Liên hoan phim tài liệu quốc tế Yamagata

### Pakistan
- Liên hoan phim Kara (Karachi)

### Philippines
- Liên hoan phim quốc tế CineManila

### Singapore
- Liên hoan phim quốc tế Singapore

### Thái Lan
- Liên hoan phim quốc tế Bangkok
- Liên hoan phim thế giới Bangkok

### Triều Tiên
- Liên hoan phim Bình Nhưỡng

### Trung Quốc
- Liên hoan phim Kim Mã (Đài Bắc)
- Liên hoan phim Kim Tượng
- Liên hoan phim quốc tế Thượng Hải
- Liên hoan video và phim đồng tính châu Á

### Việt Nam
- Liên hoan phim Việt Nam